# Puente de Rande
El puente de Rande es un puente atirantado abierto al tráfico el 7 de febrero de 1981 y une los municipios de Redondela y Moaña, teniendo salida a la rotonda de Domaio (Moaña) para unir con Vilaboa, el Corredor do Morrazo y márgenes del estrecho de Rande, en la ría de Vigo a 9 kilómetros de la ciudad de Vigo y a 18 kilómetros de la ciudad de Pontevedra. Fue proyectado por el ingeniero italiano Fabrizio de Miranda, el español Florencio del Pozo (que también se encargó de la cimentación) y por Alfredo Passaro. En el momento de su construcción fue el segundo puente de este tipo con más luz del mundo. Es el primer puente atirantado en ampliarse del mundo y  obtuvo el Premio Europeo a la Construcción metálica más destacada en 1979.
Forma parte de la autopista del Atlántico y se encuentra entre los kilómetros 146 y 148 de la misma. Su construcción costó 3658 millones de pesetas. Desde su apertura al tráfico en 1981, han pasado por él 231 millones de vehículos, soportando actualmente un tráfico de unos 50 000 vehículos diarios.
En 2011 se decide ampliar el puente con dos carriles, uno en cada sentido, dando continuidad a la ampliación a tres carriles por sentido de la autopista del Atlántico, principal vía de comunicación viaria norte sur de Galicia. La ampliación se realizó por el exterior de las pilas y sin afectar al puente original el cual mantuvo durante todo el tiempo que duró la obra el servicio. Las obras duraron 32 meses y fueron inauguradas el 30 de  diciembre de 2017.

## Historia
El plan urbanístico de Vigo y su área metropolitana desarrollado por el arquitecto Antonio Palacios en 1934 ya contemplaba la necesidad de unir de forma ordenada ambas orillas de la ría de Vigo. Después de la guerra civil, en 1946, Gerardo Campos, impulsor del Centro de Iniciativas Turísticas, contempló la construcción de un puente en el estrecho de Rande para unir las dos orillas.
La construcción de la autopista del Atlántico en la década de los años 70 del siglo XX fue el hito definitivo que propició la construcción del puente sobre el estrecho de Rande. Se planteó un puente atirantado que cruzara la ría mediante un tablero de más de kilómetro y medio con un vano central de casi 700 metros sobre dos pilares de 128 m sobre la superficie de agua. En su momento fue el mayor puente atirantado construido en el mundo. 
La construcción del puente fue asumida por la empresa Autopistas del Atlántico C.E.S.A.(Audasa), en virtud del contrato de concesión suscrito en 1973 con el estado español, subcontratando posteriormente la ejecución de la obra a la empresa constructora M.Z.O.V. Cubiertas y Tejados (hoy Acciona). 
Los autores del proyectos fueron los ingenieros Florencio del Pozo, Fabrizio de Miranda y Alfredo Passaro. El Director de la obra por parte de la empresa concesionaria fue el ingeniero Manuel Taboada Corral, siendo José Luis Frías Barredo el Jefe de Obra por parte de la empresa constructora. 
En 1973 se comenzaron las obras de construcción que finalizaron cuatro años después. Tras la construcción de los accesos y del resto de la vía se inauguró en febrero de 1981. Como el resto de la AP-9, de la que forma parte, el tramo era de peaje, siendo uno de los de mayor coste. Tras diversas protestas de los usuarios de ambos lados de la ría y la adopción de varias medidas de abaratamiento del mismo se adoptó la gratuidad mediante un acuerdo entre el gobierno central presidido por Zapatero y el autonómico que presidía entonces Emilio Pérez Touriño.
En 2008 previendo el colapso al que podría llegar el uso de la infraestructura por el incesante aumento del tráfico, se contempló la ampliación del puente con un carril extra en cada sentido que pudiera absorber unos 95.000 vehículos diarios. 
En 2011 se realiza el convenio de construcción entre el Ministerio de Fomento y Audasa que prevé un periodo constructivo de 32 meses. En mayo de 2014 sale a concurso de licitación, con un periodo de ejecución ya de 30 meses, y es adjudicado a la UTE formada por el Grupo Puentes y Dragados y Construcciones. En el BOE de enero de 2015 se publica el contrato y las obras comienzan en febrero con un plazo de ejecución de 23 meses que al final se extendió a 34, inaugurándose el 30 de diciembre de 2017 por el entonces presidente del gobierno español Mariano Rajoy coincidiendo con el 40 aniversario de la finalización del puente original.
En primavera de 2018 se pinta todo el puente de blanco y se encarga un estudio para una futura ampliación con dos carriles más.

## Dimensiones y características
El puente de Rande está formado por el puente central y dos viaductos de acceso con una longitud total de 1.558 m. 
El puente central es un puente metálico atirantado que descansa en dos pilares ubicados en el lecho de la ría y con una altura de 128 metros sobre el nivel del agua y cimentadas forma directa sin modificación del fondo rocoso.
El sistema de atirantado de disposición de cables en abanico y en dos planos que suspenden el tablero mediante cables rectos anclados al borde del mismo y en las cabezas de los pilares.  El tramo central tiene una luz de 400,14 m  y se sitúa a una altura de 48 metros sobre el nivel del mar, los laterales tienen una luz de 147,42 m. El ancho del tablero es de 23,46 m con un canto de  2,46 m, lo que le da un aspecto esbelto. Porta dos carriles por cada sentido de la circulación. 
Los viaductos de accesos, que tienen una longitud total de 863 metros, están realizados por dos vigas de cajón continuas realizadas en hormigón prestensado.
Combinando los tramos de puente sobre pilares y el puente atirantado propiamente dicho, que mide 694.98 m, la longitud total es de 1604 m. El vano central mide 401 m y los dos vanos laterales del tramo atirantado miden 147 m cada uno. Los dos pilares que sostienen el tramo atirantado tienen forma de H y una altura total de 118,60 m.
En el momento de su inauguración era el puente atirantado de mayor longitud del mundo. Además era el puente, de cualquier tipo, más largo de España, después del puente-Sifón Santa Eulalia de Huelva con una longitud de más de 2000 m. El puesto como mayor puente atirantado de España lo cedió al puente Ingeniero Carlos Fernández Casado (con un vano central de 440 m) en 1983, aunque la longitud total de este es inferior a la del de Rande y en cuanto a longitud total también ha sido superado por otros tipos de puentes. A pesar de ello sigue siendo una obra de ingeniería emblemática de la ría de Vigo.

Comparativa entre los tres puentes de mayor luz de España, el Puente de la Constitución de 1812, junto con el Carlos Fdez. Casado y el de Rande.

## Peaje en sombra
Hasta el año 2006 fue un tramo exclusivamente de peaje. En mayo de ese año, pasó a ser un tramo de Peaje en sombra, financiado al 50 % por la Administración General del Estado y al 50 % por la Junta de Galicia.

## Obras de ampliación

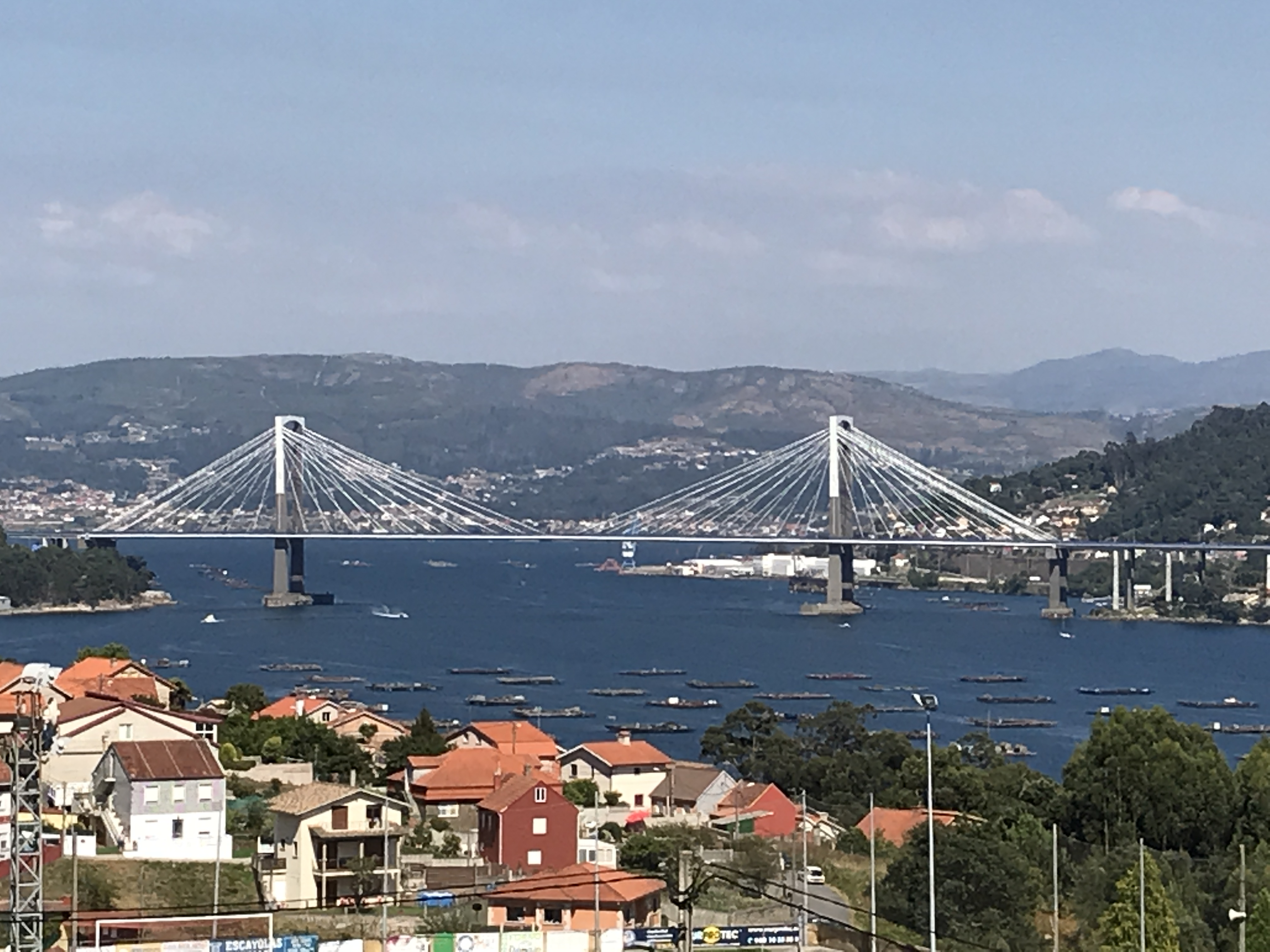
Puente de Rande en 2020.

En 2008 se prevé, en vista del aumento del tráfico y la gratuidad del paso por el puente, la posible saturación de la infraestructura y se comienza a dar pasos para su ampliación. En 2011 existía un proyecto aprobado para ampliar el puente con dos tableros laterales por el flanco exterior de los pilares principales, añadiendo de este modo un nuevo carril completamente aislado del resto de la autopista en cada sentido de circulación, estos carriles se destinaron al acceso a la península del Morrazo. Finalmente, en febrero de 2015 se han iniciaron los trabajos de ampliación de los terceros carriles, con una inversión estimada de 107,9 millones de euros y fueron inaugurados en enero de 2018 con un coste que superó los 143 millones de euros.
En 2014 se llega a un acuerdo entre el Ministerio de Fomento y la concesionaria de la infraestructura  se realiza el concurso de licitación que gana la UTE formada por el Grupo Puentes y Calzadas y Dragrados y construcciones y en enero del 2015 se publica en contrato en el BOE y en febrero empiezan las obras que acabarían en diciembre de 2018. El proyecto fue realizado por el  Grupo TYPSA a través de su filial, MC2 Estudio de Ingeniería, que también se hizo cargo del control de la ejecución, asistencia a la dirección de obra  y control de obra. 
La solución adoptada, la de añadir sendos carriles por fuera de las pilas, ha permitido un importante ahorro económico y de plazos de ejecución de obra. Aprovecha la infraestructura existente, no afecta a su uso y evita minimizando en lo posible, a afección al medioambiente.
Se han incorporado dos calzadas, una por cada sentido de la marcha, por la parte exterior de los  pilares. Estas calzadas se soportan sendos tableros metálicos apoyados en el existente y colgados mediante un sistema de atirantamiento análogo al actual. Incluyen anchuras libres para permitir el paso de vehículos en caso de accidente así como tres zonas  que permiten trasvasar tráfico desde las vías laterales a la central y viceversa en función de las necesidades. Los carriles añadido tienen una anchura calzada de 3,5 metros. 
Estas obras se realizaron mediante la utilización de infraestructura auxiliar que permitió el acceso marítimo de los elementos constructivos y la instalación de las grúas y técnicas necesarias para los trabajos.  El puente se mantuvo abierto al tráfico durante todo el tiempo que duraron las obras de ampliación. La afección medioambiental también fue mínima tanto en el puente como en la realización de los viales de acceso, donde se mantuvo la premisa de la utilización  mínima del terreno ocupado.
| Predecesor: Viaducto Martín Gil (Río Esla) | Puente de vano más largo de España 1981-1983 | Sucesor: Puente Ingeniero Carlos Fernández Casado (Embalse de Barrios de Luna) |